# Pavlo Polehen'ko
Pavlo Polehen'ko (in ucraino Павло Ігорович Полегенько?; Černihiv, 6 gennaio 1995) è un calciatore ucraino, difensore del Karpaty L'viv.

## Caratteristiche tecniche
È un terzino destro, nato nella città di Černihiv dove inizia a giocare nella accademia giovanile del Junist Černihiv.

## Carriera
Polehenko è un prodotto delle accademie giovanili Junist Černihiv e Dynamo Kyiv. Ha giocato per la Dynamo Kyiv-2 per la squadra di Hoverla in Prem"jer-liha. Nel 2016 si trasferisce nella squadra di Zirka per due stagioni. Nel 2018 passa alla squadra del Mariupol per due stagioni. Nell'estate del 2020 ha firmato un contratto con la Desna Černihiv. Il 4 ottobre ha esordito con la nuova squadra contro lo Šachtar Donec'k allo Stadio di Černihiv. Alla fine di maggio 2021 il suo contratto con Desna è stato risolto di comune accordo. Nel 2021 firma con la squadra del Inhulec per una stagione. Nel 2022 ha poi ha giocato per la squadra del Lviv e per la squadra del Zorya. Nel 2023 firma per il Karpaty in Perša Liha, dove contribuisce alla promozione del club in Prem"jer-liha.

## Nazionale
Nel 2012 gioca per la Nazionale Under 17. Nel 2014 gioca per la Nazionale Under 19 e nel 2015 per la Nazionale Under 20.

## Statistiche

### Presenze e reti nei club
Statistiche aggiornate al 25 maggio 2025.
| Stagione              | Squadra               | Campionato            | Campionato | Campionato | Coppe nazionali | Coppe nazionali | Coppe nazionali | Coppe continentali | Coppe continentali | Coppe continentali | Altre coppe | Altre coppe | Altre coppe | Totale | Totale | Totale |
| Stagione              | Squadra               | Comp                  | Pres       | Reti       | Comp            | Pres            | Reti            | Comp               | Pres               | Reti               | Comp        | Pres        | Reti        | Pres   | Reti   |        |
| --------------------- | --------------------- | --------------------- | ---------- | ---------- | --------------- | --------------- | --------------- | ------------------ | ------------------ | ------------------ | ----------- | ----------- | ----------- | ------ | ------ | ------ |
| 2015-2016             | Hoverla               | PL                    | 3          | 0          | KU              | 1               | 0               | -                  | -                  | -                  | -           | -           | -           | 4      | 0      |        |
| Totale Hoverla        | Totale Hoverla        | Totale Hoverla        | 3          | 0          |                 | 1               | -               |                    | -                  | -                  |             | -           | -           | 4      | 0      |        |
| 2015-2016             | Dinamo-2 Kiev         | PL                    | 22         | 3          | KU              | 0               | 0               | -                  | -                  | -                  | -           | -           | -           | 22     | 3      |        |
| Totale Dinamo Kiev-2  | Totale Dinamo Kiev-2  | Totale Dinamo Kiev-2  | 22         | 3          |                 | -               | -               |                    | -                  | -                  |             | -           | -           | 22     | 3      |        |
| 2016-2017             | Zirka                 | PL                    | 19         | 1          | KU              | 1               | 0               | -                  | -                  | -                  | -           | -           | -           | 20     | 1      |        |
| 2017-2018             | Zirka                 | PL                    | 23         | 0          | KU              | 1               | 0               |                    | 0                  | 0                  |             | -           | -           | 24     | 0      |        |
| Totale Zirka          | Totale Zirka          | Totale Zirka          | 42         | 1          |                 | 2               | 0               |                    | -                  | -                  |             | -           | -           | 44     | 1      |        |
| 2018-2019             | Mariupol'             | PL                    | 21         | 0          | KU              | 1               | 0               | UEL                | 4                  | 0                  | .           | -           | -           | 26     | 0      |        |
| 2019-2020             | Mariupol'             | PL                    | 17         | 1          | KU              | 3               | 0               | UEL                | 2                  | 0                  |             | -           | -           | 22     | 1      |        |
| Totale Mariupol       | Totale Mariupol       | Totale Mariupol       | 38         | 1          |                 | 4               | 0               |                    | 6                  | 0                  |             | -           | -           | 48     | 1      |        |
| 2020-2021             | Desna Černihiv        | PL                    | 10         | 0          | CU              | 0               | 0               |                    | -                  | -                  |             | -           | -           | 10     | 0      |        |
| Totale Desna Černihiv | Totale Desna Černihiv | Totale Desna Černihiv | 10         | 0          |                 | 0               | 0               |                    | -                  | -                  |             | -           | -           | 10     | 0      |        |
| 2021-2022             | Inhulec'              | PL                    | 17         | 1          | KU              | 1               | 0               | -                  | -                  | -                  | -           | -           | -           | 18     | 1      |        |
| Totale Inhulec        | Totale Inhulec        | Totale Inhulec        | 17         | 1          |                 | 1               | 0               |                    | -                  | -                  |             | -           | -           | 18     | 1      |        |
| 2022-2023             | L'viv                 | PL                    | 9          | 0          | KU              | 0               | 0               | -                  | -                  | -                  | -           | -           | -           | 9      | 0      |        |
| Totale Lviv           | Totale Lviv           | Totale Lviv           | 9          | 0          |                 | 0               | 0               |                    | -                  | -                  |             | -           | -           | 9      | 0      |        |
| 2022-2023             | Zorja                 | PL                    | 12         | 0          | KU              | 0               | 0               | -                  | -                  | -                  | -           | -           | -           | 12     | 0      |        |
| Totale Zorja          | Totale Zorja          | Totale Zorja          | 12         | 0          |                 | 0               | 0               |                    | -                  | -                  |             | -           | -           | 12     | 0      |        |
| 2023-2024             | Karpaty L'viv         | PL                    | 28         | 6          | KU              | 0               | 0               | -                  | -                  | -                  | -           | -           | -           | 28     | 6      |        |
| 2024-2025             | Karpaty L'viv         | PL                    | 22         | 2          | KU              | 0               | 0               |                    | 0                  | 0                  |             | -           | -           | 22     | 2      |        |
| Totale Karpaty        | Totale Karpaty        | Totale Karpaty        | 50         | 8          |                 | 0               | 0               |                    | -                  | -                  |             | -           | -           | 50     | 8      |        |
| Totale carriera       | Totale carriera       | Totale carriera       | 203        | 12         |                 | 8               | 0               |                    | 6                  | 0                  |             | -           | -           | 215    | 12     |        |